# شی گویهونگ
شی گویهونگ (انگلیسی: Shi Guihong؛ زادهٔ ۱۳ فوریهٔ ۱۹۶۸) بازیکن فوتبال زن اهل چین بود.